# Levan Kobiașvili
Levan Kobiașvili (în georgiană ლევან კობიაშვილი; n. 10 iulie 1977, Tbilisi, Republica Sovietică Socialistă Gruzină, URSS) este un fost fotbalist georgian, acum politician.